# Accesibilitate

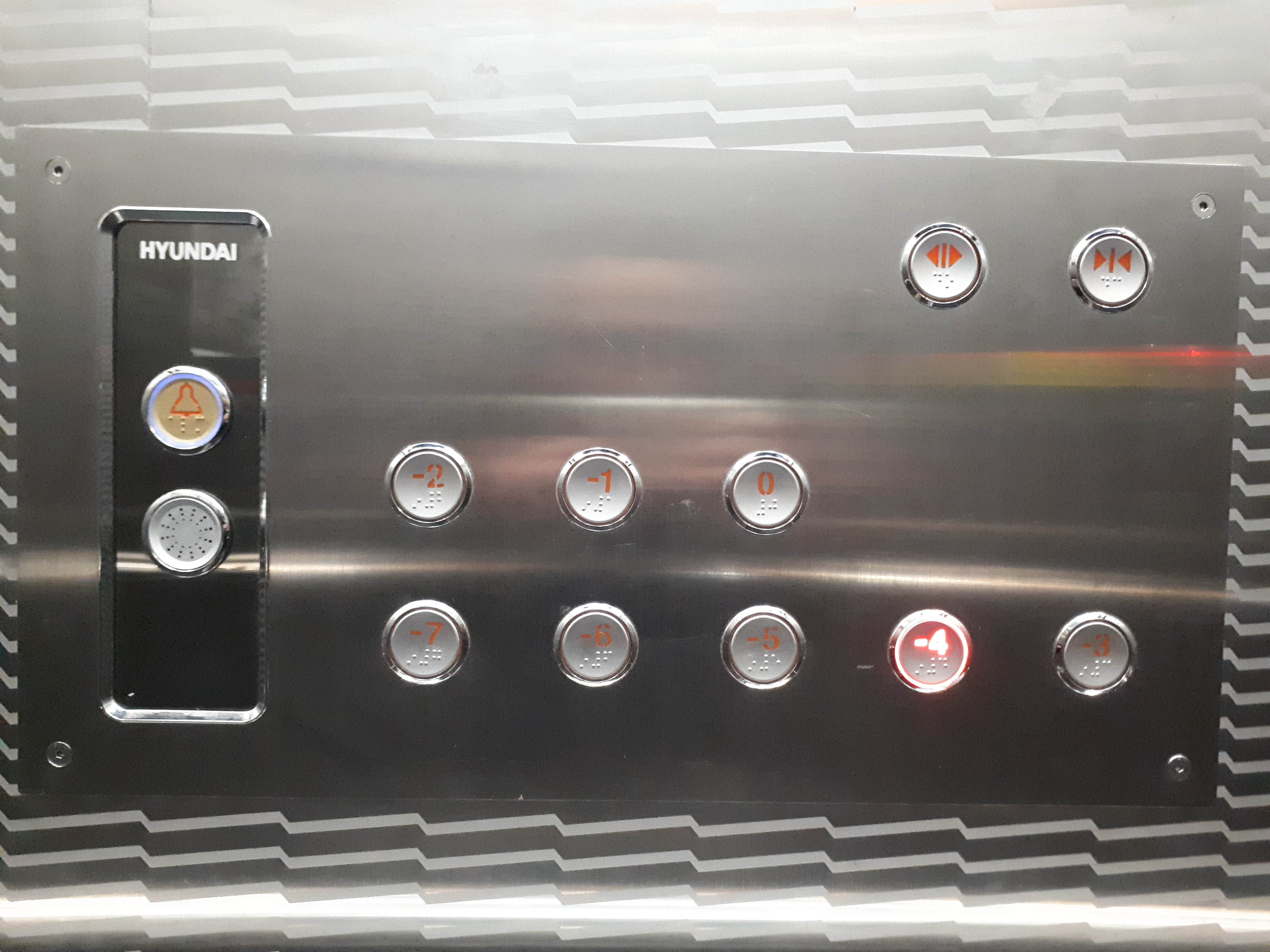
Butoane de lift cu marcaje Braille

Accesibilitatea reprezintă proiectarea produselor, dispozitivelor, serviciilor, vehiculelor sau mediilor pentru a fi utilizabile de către persoanele cu dizabilități. Conceptul de design accesibil și practicile de dezvoltare accesibile asigură atât „acces direct” (adică fără asistență), cât și „acces indirect”, ceea ce înseamnă compatibilitate cu tehnologiile asistive⁠(d) ale unei persoane (de exemplu, cititoare de ecran⁠(d) pentru computere).
Accesibilitatea poate fi privită ca „abilitatea de a accesa” și de a beneficia de un sistem sau o entitate. Conceptul se concentrează pe facilitarea accesului pentru persoanele cu dizabilități sau pe utilizarea tehnologiei asistive; totuși, cercetarea și dezvoltarea în domeniul accesibilității aduc beneficii tuturor. Prin urmare, o societate accesibilă ar trebui să elimine decalajul digital sau decalajul de cunoaștere.
Accesibilitatea este, de asemenea, strâns legată de designul universal, procesul de creare a produselor care pot fi utilizate de cea mai largă gamă posibilă de persoane, în cele mai diverse situații. Designul universal oferă, de obicei, o soluție generală care poate acomoda atât persoanele cu dizabilități, cât și restul populației. Prin contrast, designul accesibil este concentrat pe asigurarea faptului că nu există bariere de accesibilitate pentru toți oamenii, inclusiv pentru cei cu dizabilități.

## Legislație

Simbolul internațional de acces indică zonele accesibile persoanelor cu dizabilități

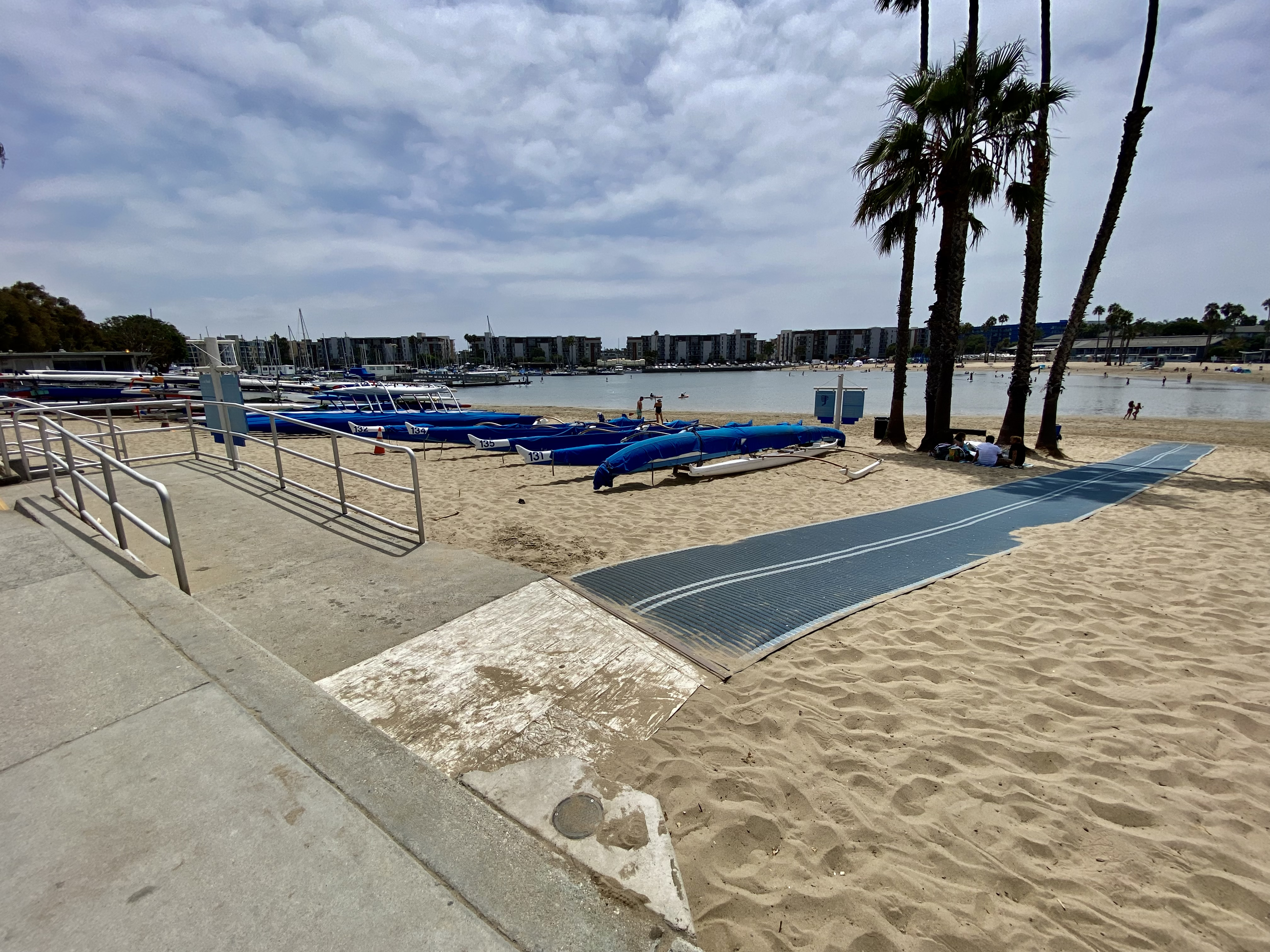
Rampele și covorașele speciale permit utilizatorilor de scaune rulante să viziteze o plajă

Mișcarea pentru drepturile persoanelor cu dizabilități militează pentru acces egal la viața socială, politică și economică, ceea ce include nu doar accesul fizic, ci și accesul la aceleași instrumente, servicii, organizații și facilități ca și persoanele fără dizabilități (de exemplu, muzee). Articolul 9 din Convenția Națiunilor Unite privind drepturile persoanelor cu dizabilități obligă semnatarii să asigure accesibilitate deplină în țările lor.
Deși termenul este adesea folosit pentru a descrie facilități sau amenajări care ajută persoanele cu mobilitate redusă, cum ar fi rampele pentru scaune cu rotile, accesibilitatea poate include și alte tipuri de dizabilități. Astfel, facilitățile accesibile se extind la domenii precum semnalizarea în Braille, lifturi, semnale audio la trecerile de pietoni, contururi speciale ale trotuarelor, accesibilitatea site-urilor web și publicarea accesibilă.
Modificările pentru accesibilitate pot fi necesare pentru a permite persoanelor cu dizabilități să aibă acces la educație, angajare, transport, locuință, activități recreative sau chiar pentru a-și exercita dreptul de vot.

### Legislația națională
Diverse țări au legislație care impune accesibilitatea fizică, după cum urmează (în ordinea adoptării):
- În SUA, conform Americans with Disabilities Act din 1990, noile construcții publice și private destinate afacerilor trebuie să fie accesibile. Afacerile private existente sunt obligate să îmbunătățească accesibilitatea facilităților lor atunci când fac alte renovări, proporțional cu costul acestora. Multe state din SUA au propriile legi privind dizabilitățile.
- În Australia s-a adoptat Disability Discrimination Act în 1992.
- În Africa de Sud s-a adoptat Promotion of Equality and Prevention of Unfair Discrimination Act în 2000.
- În Regatul Unit s-a adoptat Equality Act în 2010.
- În Sri Lanka, Curtea Supremă a emis o decizie istorică pe 27 aprilie 2011 care consolidează dreptul fundamental al persoanelor cu dizabilități de a avea acces neîngrădit la clădirile și facilitățile publice.
- În Norvegia, Discrimination and Accessibility Act consideră lipsa accesibilității o formă de discriminare și obligă autoritățile publice să implementeze designul universal în domeniile lor. Legea face trimitere la legislația specifică privind accesibilitatea, de exemplu în domeniul TIC, al mediului construit, al transportului și al educației.

### Uniunea Europeană
Uniunea Europeană, care a semnat Convenția Națiunilor Unite privind Drepturile Persoanelor cu Dizabilități, a adoptat și o Strategie Europeană pentru Dizabilitate pentru perioada 2010–2020. Strategia include, printre altele, următoarele obiective:
- Elaborarea de politici pentru o educație incluzivă și de înaltă calitate;
- Asigurarea că Platforma Europeană împotriva Sărăciei acordă o atenție specială persoanelor cu dizabilități (forum care reunește experți ce împărtășesc cele mai bune practici și experiențe);
- Promovarea recunoașterii cardurilor de dizabilitate în întreaga UE, pentru a asigura tratament egal în muncă, locuire sau călătorii în cadrul blocului comunitar;
- Stabilirea de standarde de accesibilitate pentru locațiile de vot și materialele de campanie;
- Luarea în considerare a drepturilor persoanelor cu dizabilități în programele externe de dezvoltare și în țările candidate la aderarea la UE.

Un Act European privind Accesibilitatea a fost propus la sfârșitul anului 2012. Acest act ar stabili standarde în țările membre pentru produse, servicii și clădiri publice accesibile. Armonizarea standardelor de accesibilitate în UE „ar facilita integrarea socială a persoanelor cu dizabilități și a vârstnicilor și le-ar spori mobilitatea între statele membre, sprijinind astfel și principiul liberei circulații”. Aplicarea Actului european privind accesibilitatea (EAA) va începe în iunie 2025.

## Tehnologie
Tehnologia asistivă⁠(d) reprezintă crearea unor dispozitive care ajută persoanele să finalizeze sarcini altfel imposibile. Exemple includ programe de citire a ecranului, dispozitive auditive precum aparatele de auz și semafoare cu coduri de culoare pentru persoanele daltoniste.

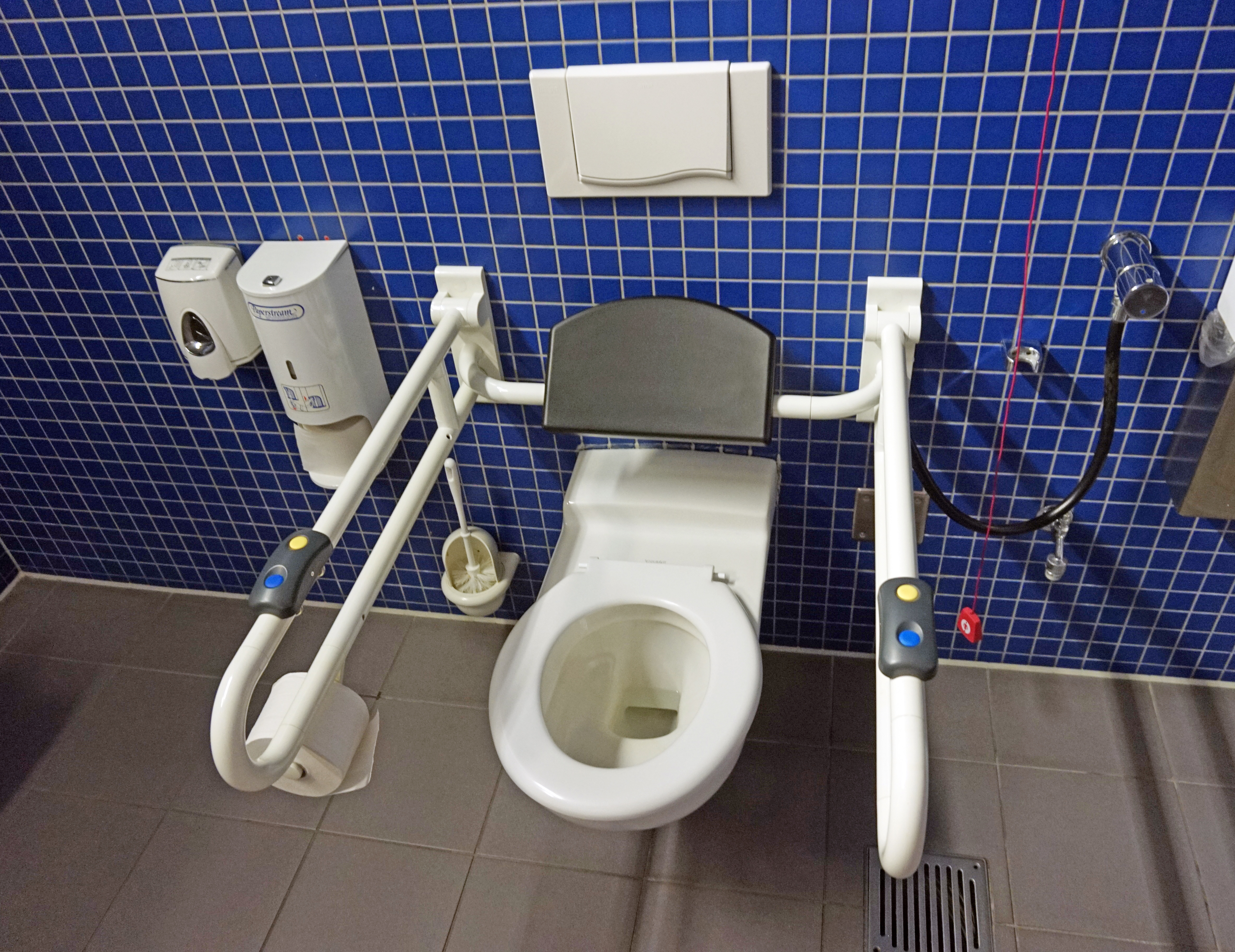
Toaletă publică accesibilă în aeroportul din Munich

Tehnologia adaptivă implică modificarea sau adaptarea dispozitivelor existente pentru a permite realizarea unor sarcini. Exemple: telecomenzi, funcția de completare automată a cuvintelor pe computer sau anvelope mai late pentru scaunele rulante, care permit deplasarea pe suprafețe moi, precum zăpada sau nisipul.
Aceste tehnologii ajută persoanele cu dizabilități să trăiască mai independent și să participe mai activ în societate. Accesul la ele necesită însă educarea publicului și impunerea unor reglementări.
Conform Convenției ONU privind Drepturile Persoanelor cu Dizabilități și deciziilor instanțelor din SUA, Japonia și Marea Britanie, autoritățile trebuie să ofere tehnologie asistivă pentru vot secret. În schimb, Curtea Europeană a Drepturilor Omului, în cazul Toplak vs. Slovenia, a decis că eliminarea echipamentului asistiv la alegeri, din cauza costurilor ridicate, nu încalcă drepturile omului.

## Angajare
Accesibilitatea în angajare include o gamă largă de aspecte, de la formarea profesională, terapia ocupațională, găsirea unui loc de muncă și menținerea acestuia.
Rata de angajare pentru persoanele cu dizabilități este mai mică decât pentru populația generală. În țările vestice, lucrătorii cu dizabilități beneficiază de mai multe servicii, instruire și protecție legală împotriva discriminării.
Costurile legate de tehnologia adaptivă sau asistivă necesară pentru a participa la forța de muncă pot fi deduse fiscal în unele jurisdicții, cu prescripție medicală.

### Managementul dizabilității
Managementul dizabilității este un domeniu specializat al resurselor umane, care susține eforturile angajatorilor de a integra și păstra lucrătorii cu dizabilități. În unele jurisdicții, angajatorii sunt obligați prin lege să înlăture discriminarea față de persoanele cu dizabilități.
Provocările majore pentru angajatori includ dezvoltarea politicilor și practicărilor pentru angajații care dezvoltă dizabilități pe parcursul angajării. Deși există politici pentru accidentările la locul de muncă, acestea nu se aplică adesea pentru angajații cu boli sau leziuni non-profesionale.

## Transportul

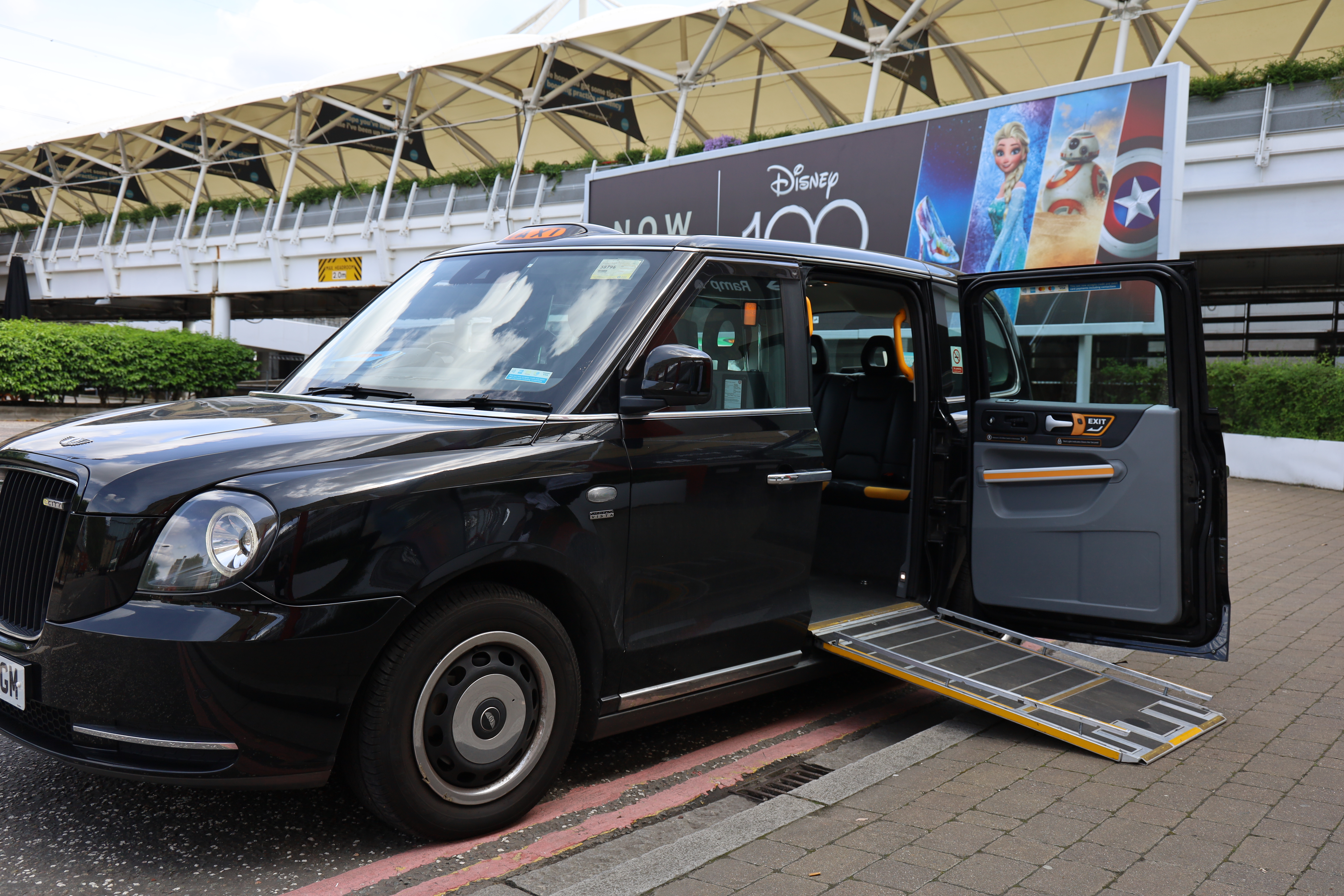
Un taxi accesibil pentru scaune rulante

Accesibilitatea în transport include modificări ale facilităților publice, cum ar fi pante pentru persoanele cu scaune rulante, anunțuri audio pentru persoane nevăzătoare și servicii dedicate, precum paratransportul, dar și adaptări la vehiculele personale.

## Locuințe accesibile

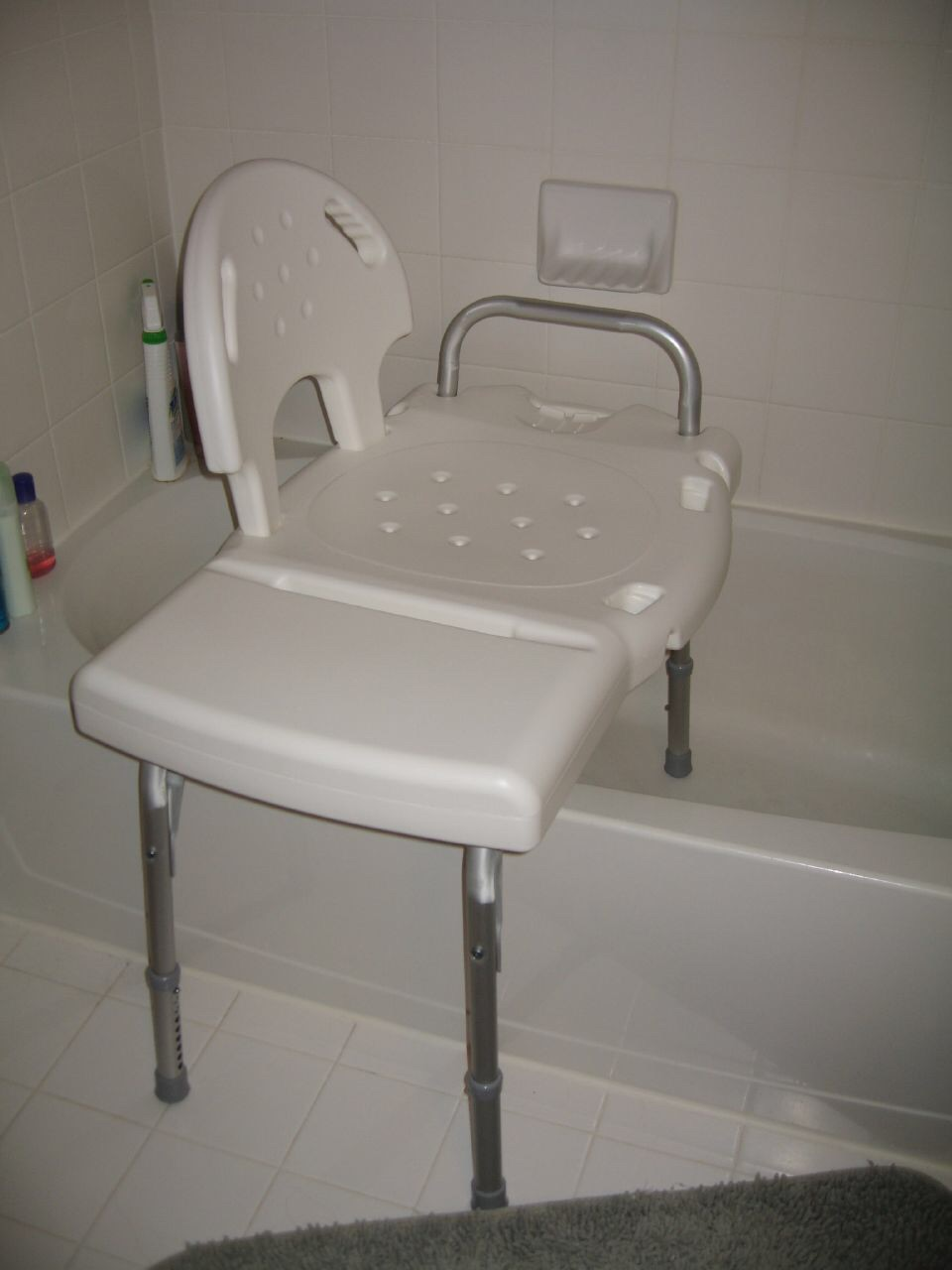
Bancă de transfer pentru cadă

Locuințele accesibile se referă la construcția sau modificarea (prin renovare sau adaptare) locuințelor pentru a permite traiul independent al persoanelor cu dizabilități. Accesibilitatea este asigurată prin design arhitectural și integrarea unor elemente precum mobilier adaptat, rafturi și dulapuri modificate sau dispozitive electronice speciale.

### Statele Unite
Amendamentele din 1988 la Fair Housing Act au adăugat protecție împotriva discriminării pentru persoanele cu dizabilități. Cerințele de accesibilitate pentru clădirile multifamiliale ocupate după 1991 includ:
- Intrare accesibilă pe o rută accesibilă,
- Zone comune accesibile,
- Uși utilizabile de o persoană în scaun cu rotile,
- Accesibilitate în întreaga unitate,
- Comenzi de iluminat și termostate la înălțimi accesibile,
- Pereți întăriți în băi pentru instalarea barelor de sprijin,
- Bucătării și băi utilizabile.

Accesibilitatea este definită în funcție de ceea ce o persoană în scaun cu rotile poate atinge fără să își schimbe mult poziția. Sufrageriile și zonele de gătit trebuie să fie fără dulapuri sub ele pentru a permite accesul picioarelor utilizatorului.

### Caracteristici arhitecturale sugerate
- Uși largi,
- Rampe de acces,
- Comenzi de iluminat și termostate la înălțimi accesibile,
- Băi și bucătării fără bariere pentru utilizatori în scaun cu rotile.

| Bucătărie                                                                     | Holuri și scări                                                                                                   | Living | Baie |
| ----------------------------------------------------------------------------- | --- | --- | --- |
| Cuptor montat pe perete cu deschidere laterală și suport extensibil dedesubt. | Holurile ar trebui să aibă o lățime de 1.200 mm.                                                                  | Intrare fără ușă și fără praguri.                                                                                              | Ușa băii trebuie să aibă o lățime minimă de 865 mm și să se deschidă spre exterior, pentru a nu obstrucționa spațiul limitat din interior. |
| Plăci de lucru extensibile la înălțimi variate.                               | Scările trebuie să aibă o lățime de 1 metru (39 in) și o adâncime maximă de 280 mm.                               | Podeaua trebuie să fie uniformă pentru a elimina riscul de împiedicare.                                                        | Robineții cu două manete sunt mai ușor de utilizat decât cei cu o singură manetă sau cu bilă.                                              |
| Spațiu liber pentru genunchi sub chiuvetă sau plita de gătit.                 | Înălțimea maximă a unei trepte ar trebui să fie de 180 mm.                                                        | Instalați prize suplimentare pentru electricitate, telefon și cablu, pentru a permite flexibilitate în aranjarea mobilierului. | Instalați podea antiderapantă în zonele expuse la umezeală.                                                                                |
| Sertare extensibile pentru depozitare, în loc de rafturi adânci.              | Treptele trebuie să fie drepte, cu același număr de trepte în fiecare secțiune, minim trei și maxim douăsprezece. | Comutatoarele de lumină trebuie să fie accesibile din poziția așezată și să existe un întrerupător la intrarea în cameră.      | Lăsați spațiu liber pe cel puțin o parte a toaletei pentru acces.                                                                          |